# Baham (Kamerun)
Baham ist der Hauptort des Départements Hauts-Plateaux in der Region Ouest, im Westen Kameruns. Die Gemeinde liegt 20 Kilometer südlich von Bafoussam an der Nationalstraße N5.
Baham ist die Heimat der Bamileke und Sitz eines Häuptlings, des Fon.

## Sehenswürdigkeiten
Die Grotte Fovu ist ein Feld mit riesigen, bis zu 15 Meter hohen Granitfelsen. Die Einwohner sprechen ihm mystische Bedeutung zu.

## Söhne und Töchter der Stadt
- Emmanuel Dessi Youfang (* 1967), römisch-katholischer Geistlicher und Bischof von Bafia

## Weblinks

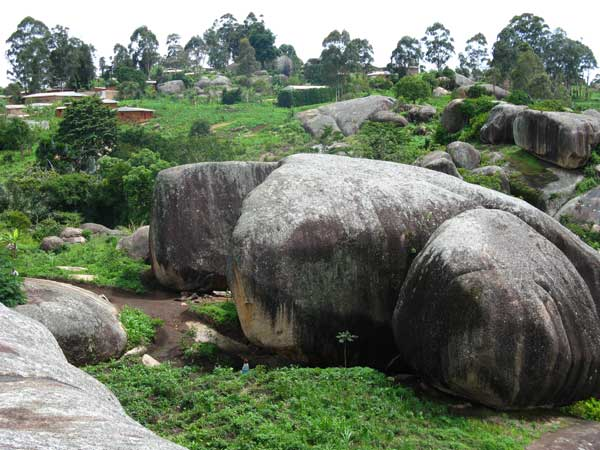
Grotte Fovu